# Xin anh giữ trọn tình quê
Xin anh giữ trọn tình quê là một ca khúc nhạc Vàng do ca-nhạc sĩ Duy Khánh sáng tác năm 1966; ông cũng là người thể hiện ca khúc này thành công nhất. Năm 1974, Duy Khánh chỉnh sửa lại phần lời để tạo ra ca khúc mới với tựa đề Đường trần lá đổ.

## Hoàn cảnh sáng tác

### Xin anh giữ trọn tình quê
Cuối năm 1966, trong dịp cùng phái đoàn văn nghệ Quân đội sang Lào tham dự Hội chợ That Luông (That Luang, Viêng Chăn), trong đêm biểu diễn trước khi về Việt Nam, Duy Khánh đã sáng tác ca khúc Xin anh giữ trọn tình quê để nhắc nhở những người Việt Nam sinh sống ở Lào luôn luôn hướng về Tổ quốc Việt Nam.

### Sửa lời
Sau khi sang rời Việt Nam, ông đã sửa lại một số câu chữ cho phù hợp với hoàn cảnh và thời cuộc:
- Hỏi anh bao nhiêu thu rồi, biên cương xa vời mơ ước gì hỡi lòng trai…
  - đổi thành: Hỏi anh bao nhiêu thu rồi, XA XÔI QUÊ NGƯỜI mơ ước gì hỡi lòng trai…
- Hơn hai mươi năm chinh chiến điêu tàn…
  - đổi thành: BAO NHIÊU NĂM QUA chinh chiến điêu tàn…
- Anh ơi cho dù anh trở về quê hương, hoặc còn tha phương xin anh còn giữ vẹn câu thề
  - đổi thành: ANH ƠI CHO DÙ TRÊN ĐƯỜNG DÀI THA PHƯƠNG, BIỀN BIỆT QUÊ HƯƠNG xin anh còn giữ vẹn câu thề…

### Đường trần lá đổ
Đầu năm 1975, khi ca sĩ Duy Khánh sửa phần lớn lời ca khúc từ một bài hát về "tình yêu nước" thành "tình yêu đôi lứa", và đặt một tựa đề mới là Đường Trần Lá Đổ. Phiên bản mới này được ông đưa vào album "Tiếng Hát Duy Khánh số 3". Album này chưa kịp phát hành thì xảy ra biến cố 1975, bản master của album này được những người sưu tầm chuyền tay cho nhau.

## Các ca sĩ thể hiện
- Xin anh giữ trọn tình quê: Duy Khánh, Chế Linh, Đặng Thế Luân, Tuấn Vũ, Hoàng Thục Linh - Huỳnh Phi Tiễn, Lê Minh Trung...
- Đường trần lá đổ: Duy Khánh, Tiết Duy Hòa, Lê Minh Trung, Trường Vũ, Quang Lập...

Xin anh giữ trọn tình quê là ca khúc mang lại thành công cho Đặng Thế Luân khi anh giành giải nhất cuộc thi Giọng Ca Vàng do Trung tâm Asia tổ chức năm 2004 tại quận Cam. Trong chương trình số 48 của Trung tâm Asia kỷ niệm 75 năm âm nhạc Việt Nam, ca khúc này được thể hiện bởi Đặng Thế Luân cùng với clip biểu diễn của Duy Khánh từ chương trình số 12.
Chương trình số 40 của Trung tâm Asia, trong phần tri ân ca-nhạc sĩ Duy Khánh mới qua đời, ca khúc Xin anh giữ trọn tình quê cùng với Lối về đất mẹ, Trường cũ tình xưa được Chế Linh và Phương Hồng Quế thể hiện.